# Wike
Wike är en by i civil parish Harewood, i distriktet Leeds, i grevskapet West Yorkshire, i England. Byn är belägen 10 km från Leeds. Wyke var en civil parish 1866–1937 när blev den en del av Harewood. Civil parish hade 88 invånare år 1931. Byn nämndes i Domedagsboken (Domesday Book) år 1086, och kallades då Wic/Wich.